# Megarasbora elanga
Megarasbora elanga és una espècie de peix pertanyent a la família dels ciprínids i a l'ordre dels cipriniformes.

## Descripció
Fa 21 cm de llargària màxima. Cos allargat, esvelt, de color argentat i, de vegades, amb una franja al llarg de la part superior de cada costat. Boca força petita. Mandíbula amb prominències ben definides. 1 únic parell de barbetes sensorials curtes. 40-44 escates a la línia lateral. Aleta caudal bifurcada. La longitud de les aletes pectorals és igual a la del cap.

## Alimentació
Es nodreix d'insectes aquàtics, algues i protozous.

## Hàbitat i distribució geogràfica
És un peix d'aigua dolça, demersal i de clima tropical, el qual viu a Àsia: els estanys i els cursos mitjà i inferior dels rius del Nepal, el Pakistan, l'Índia (Arunachal Pradesh, Assam, Bihar i Bengala Occidental), Bangladesh i l'oest de Myanmar. És molt abundant als arrossars i els camps de jute durant l'estació de les pluges.

## Estat de conservació
La seua població ha minvat en alguns indrets a causa de la sobrepesca i la degradació ambiental. Tot i que és catalogada com a de risc mínim per la Unió Internacional per a la Conservació de la Natura (UICN), cal una recerca més acurada per avaluar el seu estat.

## Observacions
És inofensiu per als humans, el seu índex de vulnerabilitat és de baix a moderat (30 de 100) i és pescat comercialment per al consum humà.